# Zdechovice, Pardubice
Zdechovice är en ort i Tjeckien.   Den ligger i regionen Pardubice, i den centrala delen av landet, 80 km öster om huvudstaden Prag. Zdechovice ligger 230 meter över havet och antalet invånare är 655.
Terrängen runt Zdechovice är platt. Runt Zdechovice är det ganska glesbefolkat, med 42 invånare per kvadratkilometer. Närmaste större samhälle är Kolín, 19,3 km väster om Zdechovice. Omgivningarna runt Zdechovice är en mosaik av jordbruksmark och naturlig växtlighet.